# Лебедев, Гарри Ильич
Гарри Ильич Лебедев (15 октября 1935 года, Ростов-на-Дону — 11 мая 2015 года, Ростов-на-Дону) — поэт, член Союза российских писателей, (1994).

## Жизнь и творчество
Гарри Ильич Лебедев родился 15 октября 1935 года в Ростове-на-Дону, в рабочей семье. Гарри Ильич вспоминает о своём трудном детстве:
Детства не было — в пять с половиной моих лет началась война. Бомбёжки Ростова. Прятался со взрослыми по подвалам. Чудом спасся с родителями из горящего от прямого попадания бомбы поезда, увозившего нашу семью в эвакуацию. Оккупация под Армавиром. И в маленькой кубанской станице мне довелось увидеть то страшное, что навсегда осталось в душе и в памяти... После возвращения в Ростов жить стало полегче и интересней. Хотя в школе с забитыми фанерой окнами в бутылочках замерзали самодельные чернила из сока ягод паслёна, да и писать между строчками газет было трудно... В 47-м, узнав, что отменили карточки, купил и съел целую буханку непропечённого хлеба и попал в больницу....
После окончания средней школы в 1954—1956 годах Гарри Ильич служил в рядах  Советской армии, в авиационной части.
В Ленинграде окончил Высшие технические курсы. В 1956 — 1970 годах Гарри Ильич работал наладчиком станков на Ростовском часовом заводе, избирался освобождённым комсоргом ЦК на этом предприятии.
В 1970 — 1976 годах работал в Ростовском университете оптиком-механиком. В 1977 — 1995 годах Г.И. Лебедев работал в «Ростоблфото» начальником отдела наладки и ремонта кино-фотоаппаратуры, после 1995 года — главным инженером одного из научно-исследовательских институтов РГУ.
В разное время Гарри Ильич Лебедев был обозревателем отделов культуры газет «Седьмая столица», «Аргументы и Факты на Дону». В течение восьми лет был сотрудником оперативной группы ОКВД.
Г.И. Лебедев был принят в Союз российских писателей как поэт в 1994 году.
Первая публикация поэтической подборки Гарри Лебедева состоялась в ростовской газете «Большевистская смена». Первый сборник стихов «Срединный холм» вышел в Ростиздате в 1986 году, затем там же была издана его поэтическая книга «Случится краткий дождь» (1991).
Для творчества Гарри Лебедева характерны лиризм с элементами иронии, музыкальность стиха. О родном городе, городских и сельских типажах он пишет с юмором и симпатией, стихи его, насыщенные живописными бытовыми деталями, порой приобретают характер остроумной стилизации. Немало стихотворений написано в трагикомическом ключе.
Гарри Ильич Лебедев жил в Ростове-на-Дону, умер 11 мая 2015 года.

## Основные публикации
- Срединный холм. — Ростов-н/Д: Ростиздат, 1986.
- Случится краткий дождь. — Ростов-н/Д: Ростиздат, 1991.
- Когда уйти собралось лето. — Ростов-н/Д: изд-во «Булат», 1995.
- Выбранные стихи. — Ростов-н/Д: изд-во «Булат», 2000.
- Пришедший вспоминать. — Ростов-н/Д: изд-во «Булат», 2007.
- Стихотворения и поэмы. — Таганрог: изд-во «Нюанс», 2010.